# Marjorie Chibnall
Marjorie Chibnall est une médiéviste britannique née le 27 septembre 1915 à Upton Magna, dans le Shropshire, et morte le 23 juin 2012 à Sheffield. Son sujet de prédilection est l'histoire de l'Angleterre durant la période anglo-normande, après la conquête de 1066.

## Biographie
Issue d'une famille d'agriculteurs du Shropshire, Marjorie McCallum Morgan fait ses études au Lady Margaret Hall de l'université d'Oxford, où elle suit les cours d'Evelyn Jamison, Vivian Hunter Galbraith et F. M. Powicke. Elle décroche son Bachelor of Letters (en) sur le droit canonique à l'université de Cambridge et poursuit en doctorat. Sa thèse, supervisée par l'historienne et économiste Eileen Power, a pour sujet les relations entre l'abbaye Notre-Dame du Bec, dans le duché de Normandie, et ses filles du royaume d'Angleterre.
Après avoir décroché son doctorat en 1939, Marjorie Morgan enseigne à l'université de Southampton de 1941 à 1943, puis à l'université d'Aberdeen de 1943 à 1947. Elle se marie en 1947 avec le biochimiste Charles Chibnall (en) (1894-1988). La même année, elle retourne à Cambridge comme lectrice au Girton College, dont elle devient fellow en 1953. Elle démissionne en 1965 pour se consacrer à son travail d'édition et de traduction de l'Historia ecclesiastica d'Orderic Vital, publié en six volumes aux presses universitaires d'Oxford entre 1969 et 1980.
Marjorie Chibnall continue à publier des ouvrages sur son sujet de prédilection par la suite, qu'il s'agisse d'éditions de textes médiévaux ou de monographies sur des sujets précis, comme sa biographie de Mathilde l'Emperesse parue en 1991. Elle édite également le périodique Anglo-Norman Studies, issu de la conférence annuelle de Battle sur les études anglo-normandes, de 1989 à 1993. Elle meurt en 2012 à l'âge de quatre-vingt-seize ans.

## Distinctions
- 1978 : membre de la British Academy
- 1979 : doctorat honoris causa de l'université de Birmingham
- 2004 : officier de l'ordre de l'Empire britannique

## Publications
- 1951 : Select Documents of the English lands of the Abbey of Bec
- 1956 : John of Salisbury’s Memoirs of the Papal Court
- 1969-1980 : The Ecclesiastical History of Orderic Vitalis (édition et traduction)
- 1982 : Charters and Custumals of the Abbey of Holy Trinity, Caen
- 1984 : The World of Orderic Vitalis
- 1986 : Anglo-Norman England 1066–1166
- 1986 : The Historia Pontificalis of John of Salisbury (édition et traduction)
- 1991 : Empress Matilda
- 1994 : The Waltham Chronicle: An Account of the Discovery of Our Holy Cross at Montacute and its Conveyance to Waltham (édition, avec Leslie Watkiss)
- 1998 : The Gesta Guillelmi of William of Poitiers (édition et traduction, avec R. H. C. Davis)
- 1999 : The Debate on the Norman Conquest
- 2000 : Piety, Power and History in Medieval England and Normandy
- 2000 : The Normans